# Sveriges herrlandskamper i fotboll 2008
Sveriges herrlandskamper i fotboll 2008.

## Matcher

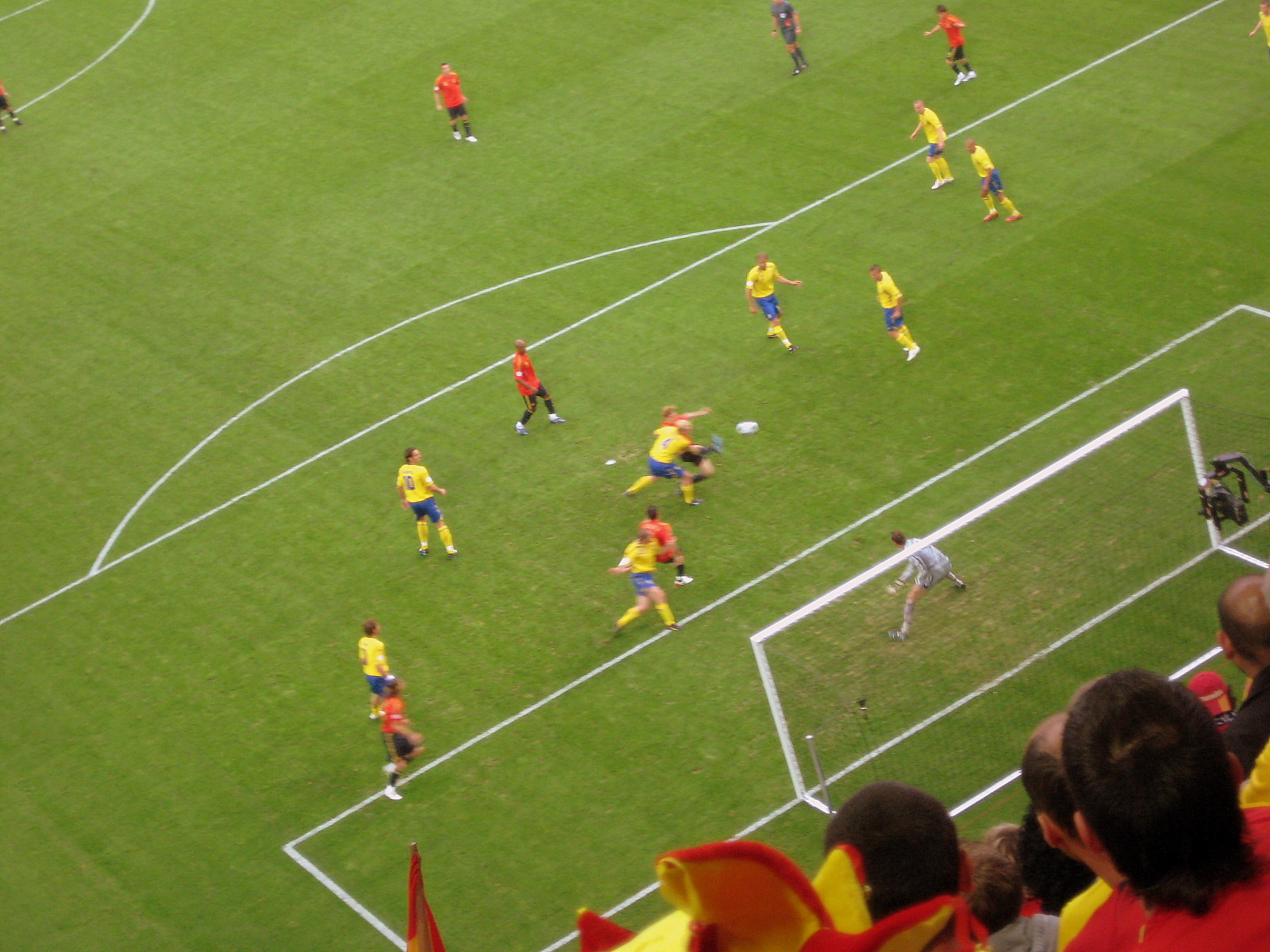
Sverige-Spanien vid Europamästerskapet 2008.

| Datum        | Spelplats                         |               |           | Resultat      | Typ av match      | Målskyttar |
| ------------ | --------------------------------- | ------------- | --------- | ------------- | ----------------- | --- |
| 13 januari   | Estadio Ricardo Saprissa San José | Costa Rica    | Sverige   | 0 – 1 Rapport | Träningsmatch     | 0–1 49′ Samuel Holmén |
| 19 januari   | Home Depot Center Carson          | USA           | Sverige   | 2 – 0 Rapport | Träningsmatch     | 1–0 15′ Eddie Robinson 2–0 48′ Landon Donovan (straffspark)                                                               |
| 6 februari   | BJK İnönüstadion Istanbul         | Turkiet       | Sverige   | 0 – 0 Rapport | Träningsmatch     | |
| 26 mars      | Emirates Stadium London           | Brasilien     | Sverige   | 1 – 0 Rapport | Träningsmatch     | 1–0 72′ Alexandre Pato |
| 26 maj       | Nya Ullevi Göteborg               | Sverige       | Slovenien | 1 – 0 Rapport | Träningsmatch     | 1–0 41′ Tobias Linderoth                                                                                                  |
| 1 juni       | Råsunda fotbollsstadion Solna     | Sverige       | Ukraina   | 0 – 1 Rapport | Träningsmatch     | 0–1 82′ Serhij Nazarenko                                                                                                  |
| 10 juni      | Stadion Wals-Siezenheim Salzburg  | Grekland      | Sverige   | 0 – 2 Rapport | EM 2008           | 0–1 67′ Zlatan Ibrahimović 0–2 72′ Petter Hansson                                                                         |
| 14 juni      | Tivoli-Neu Innsbruck              | Sverige       | Spanien   | 1 – 2 Rapport | EM 2008           | 0–1 15′ Fernando Torres 1–1 34′ Zlatan Ibrahimović 1–2 90+2′ David Villa                                                  |
| 18 juni      | Tivoli-Neu Innsbruck              | Ryssland      | Sverige   | 2 – 0 Rapport | EM 2008           | 1–0 24′ Roman Pavljutjenko 2–0 50′ Andrej Arsjavin                                                                        |
| 20 augusti   | Nya Ullevi Göteborg               | Sverige       | Frankrike | 2 – 3 Rapport | Träningsmatch     | 1–0 5′ Henrik Larsson 1–1 19′ Karim Benzema 1–2 61′ Sidney Govou 1–3 77′ Sidney Govou 2–3 84′ Kim Källström (straffspark) |
| 6 september  | Qemal Stafa-stadion Tirana        | Albanien      | Sverige   | 0 – 0 Rapport | Kval till VM 2010 | |
| 10 september | Råsunda fotbollsstadion Solna     | Sverige       | Ungern    | 2 – 1 Rapport | Kval till VM 2010 | 1–0 55′ Kim Källström 2–0 64′ Samuel Holmén 2–1 90+2′ Gergely Rudolf                                                      |
| 11 oktober   | Råsunda fotbollsstadion Solna     | Sverige       | Portugal  | 0 – 0 Rapport | Kval till VM 2010 | |
| 19 november  | Amsterdam Arena Amsterdam         | Nederländerna | Sverige   | 3 – 1 Rapport | Träningsmatch     | 1–0 32′ Robin van Persie 2–0 48′ Robin van Persie 2–1 50′ Kim Källström 3–1 90+3′ Dirk Kuyt                               |

## Sveriges målgörare 2008
| 3 mål - Kim Källström 2 mål - Samuel Holmén - Zlatan Ibrahimović 1 mål - Petter Hansson - Henrik Larsson - Tobias Linderoth |